# José Escolástico Andrino
José Escolástico Andrino (* 1817 in Guatemala-Stadt; † 14. Juli 1862 in San Salvador) war ein guatemaltekischer Komponist, Violinist und Musikschriftsteller.

## Leben
José Escolástico Andrino erlernte das Violinspiel und Komposition bei seinem älteren Bruder, dem Violinvirtuosen Máximo Andrino. Nach Abschluss seiner Ausbildung war er in Havanna, Kuba, als Geiger im Operntheater beschäftigt. Nach seiner Rückkehr nach Guatemala-Stadt ließ er sich schließlich ab 1845 in San Salvador, El Salvador nieder. Hier wirkte er als Organist in der Kathedrale und Violin- und Tonsatzlehrer in seiner eigenen Musikschule. Später wurde er Beamter der Stadt und entwarf ein neues System für die Post, welches lange in Kraft blieb. Andrino ist der erste mittelamerikanische Komponist von dem ein konzertantes Instrumentalwerk vorliegt, und zwar das Thema mit Variationen in G-Dur für Violine und Orchester. Seine Oper La mora generosa (Die großzügige Maurin), wurde möglicherweise 1857 in Guatemala-Stadt im Variedades-Theater aufgeführt. Seine Sinfonie in D-Dur, die vom Komponisten Esteban Servellón aufgefunden wurde, ist ein Werk in klassischer sinfonischer Form und frühromantischem Stil.
Als Komponist ist Andrino mit dem klassischen Stil vertraut, während seine Villancicos rhythmische und melodische Elemente der guatemaltekischen Volksmusik zeigen.
Sein Buch Nociones de filarmonía y apuntes para la historia de la música (San Salvador, 1847) ist von großer Wichtigkeit für die Musikgeschichte Mittelamerikas und wurde von Musikhistorikern wie José Sáenz Poggio (1878) und Rafael Vásquez (1950) zitiert.

## Werke
- La mora generosa, Oper (1857, Partitur verschollen)
- Variationen in G-Dur für Violine und Orchester
- Sinfoníe in D-Dur
- Villancicos für das Jesuskind
- Drei Messen